# 山口県立下関南総合支援学校
山口県立下関南総合支援学校（やまぐちけんりつ しものせきみなみそうごうしえんがっこう）は、山口県下関市幡生にある公立特別支援学校。視覚障害者を教育対象とする。

## 指導科構成
- 幼稚部
- 小学部
- 中学部
- 高等部
  - 本科
    - 普通科 (学校)
    - 保健理療科

  - 専攻科
    - 理療科
    - 保健理療科

## 沿革
- 1905年10月 - 盲人鍼灸家今冨八郎、 下関市阿弥陀寺町108番地に今冨盲学館を設立。
- 1907年8月 - 私立下関博愛盲唖学校と改称し、 下関博愛婦人会の経営に移る。
- 1911年6月 - 内務省令あん摩術営業取締規則、 鍼術・灸術営業取締規則第1条により、あん摩術・はり術・きゅう術の指定学校となる。
- 1922年3月 - 内務省令あん摩術営業取締規則第1条によりマッサージ術の指定学校となる。
- 1923年1月 - 愛国婦人会山口支部の経営に移り、私立愛国婦人会山口支部下関盲唖学校と改称。
- 1929年4月 - 県に移管され、山口県立下関盲唖学校と改称。
- 1948年4月 - 盲、ろう分離し、山口県立盲学校と改称。
- 1951年3月 - 文部大臣よりあん摩師・はり師・きゅう師の養成にかかわる学校として認定。
- 1973年4月 - 高等部を普通科・保健理療科・専攻科理療科 (それぞれ3年) とする。
- 1976年4月 - 幼稚部を新設。
- 1990年4月 - 高等部を本科普通科・本科保健理療科・専攻科理療科・専攻科保健理療科(それぞれ3年) とする。
- 2008年4月 - 山口県立下関南総合支援学校と改称